# Fabule cu pete
Fabule cu pete este un film românesc din 1990 regizat de Virgil Mocanu.